# Prix Le-Fèvre-Deumier
Le prix Le Fèvre-Deumier est un ancien prix de l'Académie française, créé en 1886 et « attribué tous les cinq ans pour encourager la poésie ».
Jules Lefèvre-Deumier, né le 14 juin 1797 à Paris où il est mort le 11 décembre 1857, est un écrivain et poète français.

## Liste des lauréats

### Années 1900
- 1903 : 
  - Léon Duvauchel pour Poèmes de Picardie
  - Amélie Mesureur pour Gestes d’enfant
- 1908 : Miguel Zamacoïs pour Les Bouffons

### Années 1910
- 1913 : Fernand Lame (1851-1915) pour Toiles et bronzes
- 1918 : 
  - Auguste Bunoust pour Les nonnes au jardin
  - Hélène Seguin pour Du soleil sur les toits

### Années 1920
- 1923 : Émile Roudié (1877-1953) pour La Kahéna
- 1928 : 
  - Pascal Bonetti pour La marche au soleil
  - Marcel Jay pour Sur les voies romaines

### Années 1930
- 1933 : 
  - Francis Clerc pour Brises d’octobre[3]
  - Antony Troncet pour Ut pictura Poesis
- 1938 : 
  - Charles Mattei (1889-1973) pour Rêveries au soleil méditerranéen
  - Marie-Louise Vignon pour Poèmes de la fidélité

### Années 1940
- 1943 : Luc Estang pour Le mystère apprivoisé

### Années 1950
- 1953 : Henri Leclerc pour Similitudes et contrastes

### Années 1960
- 1963 : Hélène Rivière (1911-....) pour L’étoile à cinq branches
- 1966 : Marcelle Duba pour Plaisir et Sagesse
- 1968 : Nelly Adam (1891-1977) pour Châteaux de sable
- 1969 : Jean Berna pour Sur les chemins brûlés

### Années 1970
- 1978 : 
  - Claude Brière pour En marge du silence
  - Albert-J. Guibert pour Au-delà

### Années 1980
- 1983 : 
  - Jacques Billet pour Visages de la nuit
  - Magdeleine Labour (1908-2003) pour Interlude familier